# Христо Недялков
Христо Недялков (болг. Христо Янков Недялков; 23 грудня 1826, Тирново — 11 листопада 1943, Софія) — болгарський генерал піхоти, герой Першої світової війни. Автор історичних досліджень на військову тематику та спогадів.

## Біографія
Народився в 1826 році у місті Тирново. Початкову освіту здобув у рідному місті, потім навчався у Петропавловській духовній семінарії міста Лясковець, а в 1881—1884 роках у Військовому училищі в Софії. З 1884 року — підпоручник.
Під час Сербсько-болгарської війни (1885) був командиром роти 4-го піхотного плевнського полку і брав участь в боях при Врабчі й Сливниці, особисто подаючи приклад хоробрості та відваги.
У 1908 році був призначений заступником командира 6-го тирновського полку. Брав участь у Першій Балканській війні як командир 24-го Чорноморського полку і відзначився в боях під Бунархісаром (тепер на території Туреччини).
Під час Другої Балканської війни командував 4-ю армією в Македонії в битвах на річці Бреґалніца, біля Штипу, Кочані та Калиманці.
В 1915—1916 роках командував першою бригадою 1-ї піхотної Софійської дивізії в бойових діях при Піроті, Бела Паланка, Лесковеці, річці Ябланиці.
Будучи командиром 1-ї бригади 1-ї дивізії, брав участь в битві біля Тутракана 5—6 вересня 1916 року. Тоді 1-й піхотний полк болгарської армії полонив бойовий прапор 84-го піхотного полку армії Румунії. А вся бригада полонила у Тутракані 19 румунських гармат та 8500 румунських вояків.
19 вересня 1916 року перейшов на посаду начальника Першої дивізії, на якій залишався до кінця війни Першої світової війни. Далі провів успішні бої біля Кубадіна, а 24 жовтня 1916 року урочисто увійшов у румунське місто Черна Вода.
20 травня 1917 року отримав звання генерал-майора.

## Публікації
- Причини за поражението на нашата армия и критически очерк на септемврийските събития, София 1921, 31 с.
- Първа пехотна Софийска дивизия на Македонския фронт през втората половина на месец септември 1918 г., София 1921, 80 с.
- Чаталджа. Спомени и впечатления на участник, София 1924, 52 с.

## Нагороди
- Орден «За хоробрість» II і II ступенів 1 класу
- Орден «Святий Олександр» II та III ступенів із мечами в середині, V ступеня без мечів
- Орден «За заслуги» IV ступеня на звичайній стрічці